# Ижгора
Ижгора — озеро в Шальском поселении Пудожского района Республики Карелия (Россия).
Сарозеро расположено в бассейне Шалицы на высоте 76 м над уровнем моря. Озеро смежное с более крупным Тягозером. Ближайший населённый пункт — Бураково. Местами подвержено зарастанию.
Согласно Списку населённых мест Олонецкой губернии (1873), «при озере Ижгорском» находились ныне несуществующие деревни Роймовская и Ижгорская.